# Jerónimo Gracián

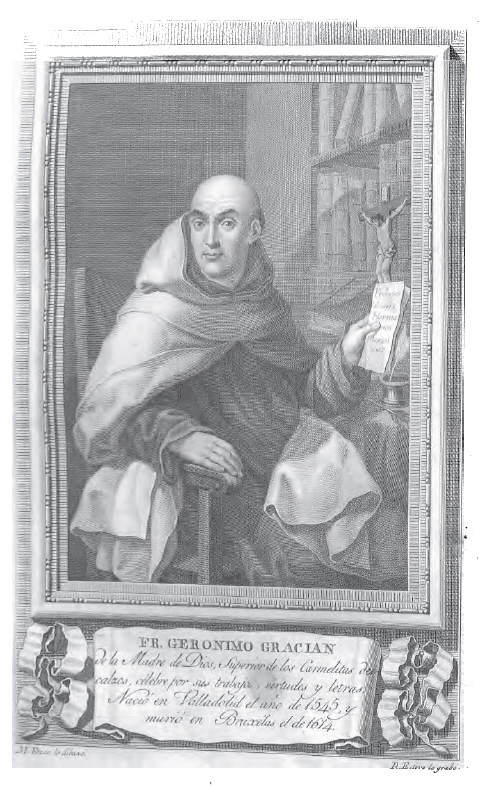
Girolamo della Madre di Dio

Jerónimo Gracián, in religione Girolamo della Madre di Dio (Valladolid, 6 giugno 1545 – Bruxelles, 21 settembre 1614), è stato un religioso spagnolo, collaboratore di Teresa di Gesù e primo superiore della provincia scalza dell'ordine carmelitano.

## Biografia
Nacque a Valladolid da Diego Gracián de Alderete, già segretario di Carlo V e Filippo II, e da Juana, figlia naturale di Johannes Dantiscus, ambasciatore di Sigismondo I Jagellone presso la corte spagnola.
Studiò ad Astorga, a Toledo e all'università di Alcalá, dove conseguì il grado di magister. Nel 1564 intraprese gli studi ecclesiastici e il 25 marzo 1570 fu ordinato prete. Il 25 aprile 1572 vestì l'abito carmelitano nel noviziato di Pastrana ed emise la sua professione il 25 aprile 1573.
Collaborò con Teresa di Gesù alla riforma carmelitana e nel marzo 1581 fu eletto primo superiore della provincia scalza. Nel 1585 gli succedette Nicolò Doria e fu nominato vicario provinciale in Portogallo: attaccò in numerore occasioni le decisioni di Doria, che reagì facendolo imprigionare nel convento di Sant'Ermenegildo a Madrid e il 17 febbraio 1592 lo espulse dall'ordine.
Si trasferì in Italia, dove fu ricevuto da papa Clemente VIII che gli proibì di rientrare nei carmelitani e gli ordinò di unirsi agli eremitani di Sant'Agostino.
Mentre navigava diretto a Roma, fu fatto prigioniero dei pirati e condotto a Biserta, dove rimase fino alla sua liberazione nell'agosto 1595.
Si rivolse nuovamente a papa Clemente VIII, che lo riabilitò e gli concedette di riunirsi ai carmelitani scalzi: la provincia di Spagna si rifiuto di riammetterlo, così si unì ai carmelitani del convento di San Martino ai Monti a Roma.
In occasione del giubileo del 1600, fu inviato a predicare in Marocco. Nel 1602 si offrì di recarsi in missione in Etiopia, ma fu inviato in Spagna a predicare e a riformare comunità religiose; fu poi inviato nelle Fiandre e nel 1607 arrivò a Bruxelles.
Si adoperò per la beatificazione di Teresa di Gesù, celebrata da papa Paolo V il 24 aprile 1614.